# 新居浜市立西中学校
新居浜市立西中学校（にいはましりつ にしちゅうがっこう）は、愛媛県新居浜市江口町にある公立中学校。

## 学校像
規律と潤いのある学校

## 生徒像
夢をもつ西中生
進んで学ぶ西中生
ともに磨きあう西中生

## 教師像
自己教育力を高め、日々成長する教師
豊かな人間性と社会性を身に付けた教師
保護者の信託に応える教師

## 行動指標

### あせふく時の仲間とボランティア
- 「あ」挨拶―あいさつや丁寧な言葉遣いができる。
- 「せ」清掃―清掃にしっかり取り組み、場を清めることができる。
- 「ふく」服装―身だしなみを整えることができる。
- 「時」時間―決められた時間を守ることができる。
- 「仲間」仲間―思いやりの心をもち、仲間を大切にできる。
- 「ボランティア」ボランティア―ボランティア活動に進んで取り組むことができる。

## 学習の3原則
1. 準備・課題を確実にする。
2. 人の話を聞く。
3. 大きな声で進んで発表。

## 姿勢の基本
1. 背筋を伸ばす。
2. 目の高さは机から30cmとする。
3. 発表時は椅子の横にでる。

## 人権宣言
私たち西中生は、明るく楽しく有意義な学校生活を送るために、いじめや差別の不合理に気づき、それによって、苦しむ生徒がなくなるように、努力します。
そして、お互いの人権を尊重し、思いやりのある豊かな心を育て、よりよい西中学校を創っていくことを宣言します。
(毎週金曜、帰りの会の放送の時、全校で読んでいる。人権委員会の活動の一環。)

## 人権標語
「と」共になくそう　「いじめ」と「差別」
「も」もう一度　ちゃんと見つめて　自分の心
「だ」誰一人　傷つくことの　ないように
「ち」誓います　みんなの笑顔　永遠に
(毎週木曜、帰りの会の放送の時、全校で読んでいる。人権委員会の活動の一環。)

## 部活動
- サッカー部
- 陸上トレーニング部
- ソフトテニス部（男・女）
- 水泳部
- 女子バレー部
- バスケットボール部（男・女）
- 合唱部
- 美術部

## 特色
- 校舎が別子銅山から採れる銅を意識したピンク色。
- 正門に緩(からみ)レンガが使われている。
- 校歌のチャイムが流れる。
- 帰りの会の放送の時、月曜日は校歌1番、火曜日は校歌2番、水曜日は校歌3番を歌い、木曜日は西中人権標語、金曜日は西中人権宣言を読む。
- 3分前入室、1分前着席が学級委員の呼びかけにより徹底されている。
- 「集存」(しゅうぞん)という記念塔がある。これは昭和47年11月29日、西中学校創立25周年を記念して建立された、森堯茂による、西中学校の象徴として製作された彫刻である。これは連絡帳兼日記帳の名称にもなっている。「ぐんぐん伸びよ、そしてお互いに助け合い、認めあい、高めあってすばらしい学級、学年、学校をつくろう。」という生徒たちへの心のよびかけ。

## 行事
| 月   | 行事                                            |
| ---- | ----------------------------------------------- |
| 4月  | 始業式 入学式 生徒会入会式 市長旗 家庭訪問      |
| 5月  | 内科検診 PTA代議員会 市総体壮行会               |
| 6月  | 市総体 生徒総会 期末テスト                      |
| 7月  | 弁論大会 PTA代議員会 クラスマッチ 終業式 県総体 |
| 8月  | 夏休み 愛媛県合唱コンクール 四国総体            |
| 9月  | 始業式 PTA代議員会 運動会                       |
| 10月 | 新人戦壮行会 新人体育大会 中間テスト 地方祭     |
| 11月 | PTA代議員会 県新人体育大会 期末テスト           |
| 12月 | 文化発表会 終業式                               |
| 1月  | 冬休み 始業式 PTA代議員会 学年末テスト（3年）   |
| 2月  | 少年式（2年） 学年末テスト（1・2年）            |
| 3月  | PTA代議員会 卒業式 修了式 離任式                |

## 著名な出身者
- 野田裕子 - 元プロバスケット選手(元日立ハイテク クーガーズ所属)[1]

## 通学区域が隣接している学校
- 新居浜市立北中学校
- 新居浜市立南中学校
- 新居浜市立中萩中学校
- 新居浜市立大生院中学校
- 西条市立西条東中学校